# Явуз Султан Селим (мост)
Мостът „Явуз Султан Селим“ (на турски: Yavuz Sultan Selim Köprüsü) е мост за железопътен и моторен транзит над пролива Босфор, на север от два съществуващи висящи моста в Истанбул, Турция. Първоначално е наречен Третият мост на Босфора (като Мостът на мъчениците от 15 юли е Първият мост на Босфора, а мостът Фатих Султан Мехмет – Вторият мост на Босфора). Мостът се намира близо до входа на Черно море на Босфора, между квартал „Гарипче“ в район „Саръйер“ от европейската страна и „Пойраз“ в район „Бейкоз“ от азиатската страна.
Церемонията по полагането на основния камък се провежда на 29 май 2013 г. Мостът е отворен за движение на 26 август 2016 г.
С 322 м мостът е един от най-високите мостове в света. Това е петият най-висок мост в света от всякакъв вид. Мостът е и един от най-широките висящи мостове в света с ширина 58,4 метра.

## Проект
Мостът е част от планираната 261 километрова магистрала Северна Мармара (на турски: Kuzey Marmara Otoyolu), която ще заобикаля градските райони на Истанбул на север, свързвайки Къналъ, Силиври на запад и Пашакьой, Хендек на изток. Мостът е с ширина 58,4 метра, дълъг е 2164 м, с основен участък от 1408 м. Основният участък е 13-ият най-дълъг висящ мост в света.
Проектиран от швейцарския инженер Жан-Франсоа Клайн (ръководител на проекта) и от френския строителен инженер Мишел Вирлоге от T-ingénierie (базирана в Женева компания), мостът е комбиниран пътно-железопътен мост. Той има четири ленти за магистрала и по един железопътен коловоз във всяка посока. Строителството е извършено от консорциум от турската компания Ичташ и италианската компания Асталди, която спечелва офертата за изграждане на конструкцията на 30 май 2012 г. Бюджетната цена на изграждането на моста е 4,5 милиарда турски лири (приблизително 2,5 милиарда щатски долара към март 2013). Първоначално се очаква строителството да бъде завършено за 36 месеца, като датата на откриване е планирана за края на 2015 г. На 29 май 2013 г. тогавашният министър-председател Реджеп Тайип Ердоган нарежда на екипа за управление на строителството да завърши строителството в рамките на 24 месеца и прогнозира датата на отваряне за 29 май 2015 г.
Таксата за моста е определена да бъде ₺9,90 между изходите на магистралата Одайери и Пашакьой. Очаква се най-малко 135 000 превозни средства да използват моста дневно във всяка посока. Министърът на транспорта и съобщенията Бинали Йълдъръм заявява, че от общата площ, която трябва да бъде национализирана за проекта за моста, 9,57% е частна собственост, 75,24% е залесена земя, а останалите 15,19% вече са държавна земя.
През юни 2018 г., в хода на турската валутна и дългова криза, Блумбърг съобщава, че Асталди, италианска мултинационална строителна компания, е готова да продаде своя дял във водещия проект за моста Явуз Султан Селим за 467 милиона долара. Проектът не успява да изпълни прогнозите, изисквайки Анкара да увеличи приходите на операторите от хазната и от началото на 2018 г. партньорите в съвместното предприятие искат преструктуриране на дълг от 2,3 милиарда долара от кредитори. На 30 юли 2018 г. Китайската промишлена и търговска банка е упълномощена като водещ регулатор да рефинансира текущия заем от $2,7 милиарда за моста.

## Строителство
Плановете за трети мост през Босфора са одобрени от Министерството на транспорта през 2012 г. Строителството на проекта е възложено на консорциума Ичташ-Асталди на 29 май 2012 г.
Изграждането на моста започва официално с полагането на основния камък на церемония, проведена на 29 май 2013 г., годишнината от превземането на Константинопол през 1453 г. На церемонията присъстват тогавашният държавен глава Абдуллах Гюл, министър-председателят Реджеп Тайип Ердоган и множество високопоставени служители. Ердоган нарежда на екипа за управление на строителството да завърши строителството в рамките на 24 месеца и определя дата за откриване на 29 май 2015 г.
Работата е временно спряна през юли 2013 г., след като става ясно, че мястото е неправилно разположено, но едва след премахването на хиляди дървета. Действието, обявено в документация, подадена за промяна на плана, написана от генералния директор на Дирекция „Държавни магистрали“ Мехмет Джахит Турхан на 11 юни 2013 г., гласи: „целесъобразно е да се отмени текущият строителен план поради необходимостта от извършване на ревизия, която е резултат от промени в проекта за трасе“. Както министерството, така и строителната компания отричат промяна на местоположението на строителната площадка.
Цените на земята в северните, по-слабо урбанизирани райони от двете страни на Босфора вече се покачват в очакване на бум на урбанизация благодарение на новата водна връзка, според Екуменополис, документален филм от 2010 г. за района. Ефикасността на прокламираната цел за облекчаване на задръстванията е оспорена, като се твърди, че „проектът е малко повече от измислица за отваряне за развитие на земи, които отдавна са били защитени от закона“. Въпросните зелени площи и влажни зони, произвеждащи по-голямата част от питейната вода за града, се считат от мнозина за „съществени за екологичната и икономическа устойчивост на Истанбул и евентуално замърсяване на подземните води би провокирало колапса на града“. През 1995 г. Ердоган, тогава кмет на Истанбул, заявява, че трети мост ще означава „убийството на града“.
На 5 април 2014 г., около 21:00 часа местно време, се случва фатален инцидент по време на строителни работи на свързващия път към моста от азиатската страна на Босфора близо до Чавушбашъ, Бейкоз. Трима работници са убити, а друг е ранен при падане от срутено 50-метрово скеле, докато се излива бетон на виадукт.

## Именуване
Името на моста е обявено от президента Абдула Гюл на церемонията по първата копка като Мостът Явуз Султан Селим в чест на османския султан Селим I (ок. 1470 – 1520), който разширява Османската империя в Близкия изток и Северна Африка през 1514 – 1517 г. и получава титлата халиф на исляма за Османската династия след завладяването на Египет през 1517 г. Той е кръстен Явуз, традиционно превеждан на английски като „Мрачен“, но по-близо до „Строг“ или „Неумолим“ по смисъл. През 1520 г. той е наследен от сина си Сюлейман I.
Изборът на име за моста довежда до протести на алевитите в Турция заради предполагаемата роля на султан Селим I в османското преследване на алевитите. След въстанието Шахкулу (1511 г.) в Анадола и битката при Чалдъран (1514 г.) в северозападен Иран, по време на която къзълбашките войни на алевитите в източен Анадол (които се придържат към шиитската секта на исляма) застават на страната на шах Исмаил I от сефевидска Персия, победителят Селим I заповядва избиването на къзълбашите, които смята за предатели и еретици.

## Откриваща церемония
На церемонията по откриването на 26 август 2016 г. присъстват българският министър-председател Бойко Борисов, босненският президент Бакир Изетбегович, президентът на Македония Георге Иванов, кралят на Бахрейн Хамад бин Иса Ал Халифа и президентът на самопровъзгласилата се държава Северен Кипър Мустафа Акънджъ. Също така, главният министър на Пенджаб (Пакистан) Шахбаз Шариф, вицепремиерът на Сърбия от Санджак Бошняк Расим Ляич, първият вицепремиер на Грузия Димитри Кумсишвили и високопоставени служители от Азербайджан също присъстват на церемонията по откриването. Речи са изнесени от турския президент Реджеп Тайип Ердоган и министър-председателя Бинали Йълдъръм.